# Асікаґа Йосіхару
Асікаґа Йосіхару (яп. 足利 義晴, 2 квітня 1511 — 20 травня 1550) — 12-й сьоґун сьоґунату Муроматі. Правив з 1521 по 1546 рік. Син Асікаґи Йосідзумі, 11-ого сьоґуна сьоґунату Муроматі.

## Життєпис
У 1521 році сьогун Асікаґа Йосітане в боротьбі за владу в сьогунаті зазнав поразки від Хосокава Такакуні і втік на острів Авадзісіма в Осакському затоці, Асікаґа Йосіхару було поставлено на чолі сьогунату. Проте не мав фактичної влади, опинився маріонеткою могутніх кланів, насамперед Хосокава. З 1530-х років — Хатекаяма і Хосокава.
Немаючи будь-якої влади Асікаґа Йосіхару вимушений постійно залишати столицю країни Кіото, оскільки столицю постійно була місцем боротьби за владу між даймьо. Так,  у 1532—1535 роках переховувався у буддистському храмі Куваномі-дера. На цесть допомоги ченцям замовив «Ілюстрований сувій з історії Куваномі-дера» (Куваномідера енґі емакі).
За час його урядування в 1542 році до берегів Японії в результаті випадкового відхилення від курсу підійшов португальський корабель, який прямував до Китаю. Це був перший історичний контакт між Японією і Європою. завдяки цьому клан Сімадзу отримав європейську вогнепальну зброю.
У 1546 році він під час політичної чвари між Мійосі Нагайосі і Хосокава Харумото передав номінальну владу на сьогунатом старшому синові — Асікаґа Йосітеру. 1549 року після поразки Хосокава Харумото разом з останнім втік до провінції Омі. Наступного року помер.
Інший його син, Асікаґа Йосіакі, за підтримки полководця Ода Нобунага, став в 1568 році 15-м сьогуном Асікаґа.